# Breeja Larson
Breeja Larson (Mesa, 16 de abril de 1992) é uma nadadora norte-americana.
Participou dos Jogos Olímpicos de Londres 2012, nos 4x100 m medley.